# Agrippa (Mondkrater)
Agrippa ist ein Einschlagkrater am südöstlichen Ufer des Mare Vaporum. Er liegt nördlich des
Kraters Godin und westlich des unregelmäßig geformten Kraters Tempel.
Agrippa weist eine eher ungewöhnliche Form auf. Er gleicht einem Schild mit einem abgerundeten Süd- und einem eckigen Nordrand. Sein Inneres ist unregelmäßig strukturiert und weist eine Erhebung im Mittelpunkt auf. Vom Kraterrand geht ein Strahlensystem aus, das sich über eine Entfernung von 270 Kilometer ausdehnt.
Nördlich und nordöstlich passiert die Rima Ariadaeus in ostsüdöstlicher Ausrichtung den Krater Silberschlag und erreicht den Westrand des Mare Tranquillitatis.

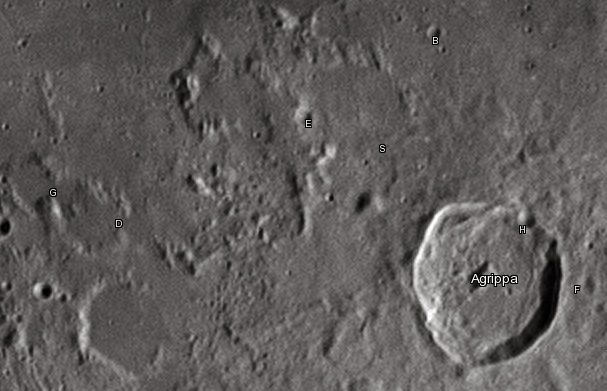
Agrippa mit seinen Nebenkratern

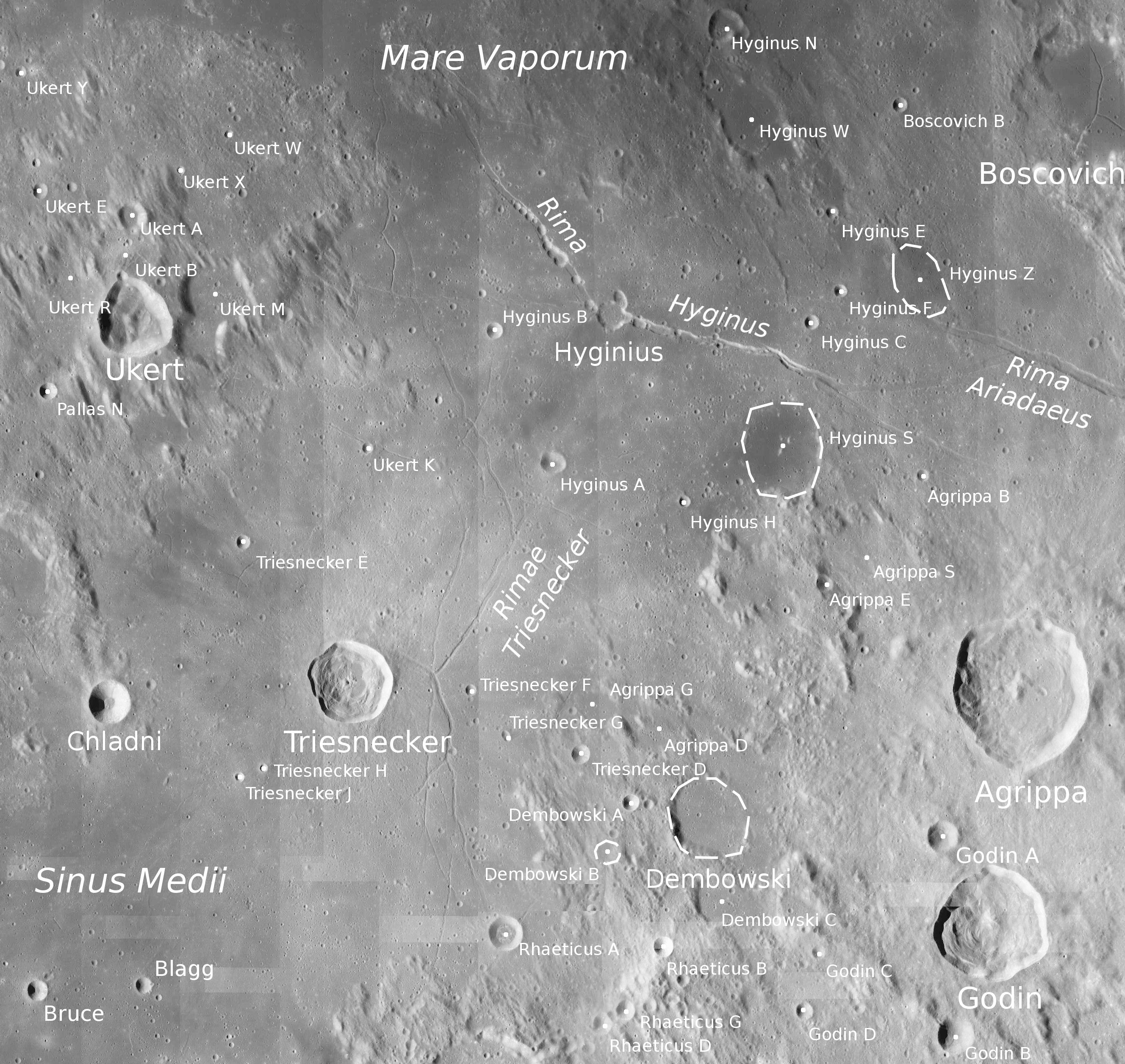
Umgebung von Agrippa (LROC-WAC)

| Buchstabe | Position          | Durchmesser | Link |
| --------- | ----------------- | ----------- | ---- |
| B         | 6,18° N, 9,44° O  | 4 km        |      |
| D         | 3,76° N, 6,71° O  | 21 km       |      |
| E         | 5,13° N, 8,42° O  | 5 km        |      |
| F         | 4,27° N, 11,36° O | 5 km        |      |
| G         | 3,9° N, 6,14° O   | 13 km       |      |
| H         | 4,73° N, 10,68° O | 6 km        |      |
| S         | 5,28° N, 8,89° O  | 32 km       |      |